# Judy Nagel
Judy Nagel, née le 27 août 1951 à Seattle, est une skieuse alpine américaine originaire de Crystal Mountain. Elle est la sœur de Cathy Nagel.

## Coupe du monde
- Meilleur résultat au classement général : 6e en 1970
  - 3 victoires : 1 géant et 2 slaloms

### Saison par saison
- Coupe du monde 1968 :
  - Classement général : 11e
- Coupe du monde 1969 :
  - Classement général : 9e
    - 1 victoire en slalom : Vipiteno
- Coupe du monde 1970 :
  - Classement général : 6e
    - 1 victoire en géant : Lienz
    - 1 victoire en slalom : Lienz

### Championnats du monde de ski alpin
- Gardena 1970 slalom: 5e

## Arlberg-Kandahar
- Meilleur résultat : 4e place dans le slalom 1969 à Sankt Anton